# Ralf Rangnick
Ralf Dietrich Rangnick hörenⓘ (* 29. Juni 1958 in Backnang) ist ein deutscher Fußballtrainer und -funktionär sowie ehemaliger Fußballspieler. Nachdem er seine Karriere als Mittelfeldspieler im Amateurbereich beendet hatte, war er im deutschen Profifußball Trainer und Sportdirektor. Seit Ende Mai 2022 ist er Teamchef der österreichischen Nationalmannschaft.
Rangnick gelang es als Trainer, die TSG 1899 Hoffenheim in zwei Spielzeiten von der Drittklassigkeit in die Bundesliga zu führen. Insgesamt stieg er mit vier Vereinen sechsmal auf. Im Profifußball gewann er 2011 seinen einzigen Titel durch den Sieg im DFB-Pokal mit dem FC Schalke 04, bei dem er zum zweiten Mal Trainer gewesen war.
Von 2012 bis 2019 war Rangnick bei RB Leipzig tätig, zunächst als Sportdirektor und zudem in den Spielzeiten 2015/16 und 2018/19 als Cheftrainer. Parallel war er von 2012 bis 2015 Sportdirektor des FC Red Bull Salzburg. Von 2019 bis 2020 war er Head of Sport and Development Soccer bei der Red Bull GmbH.

## Werdegang

### Aktive Laufbahn und Anfänge als Trainer
Nach seinem Abitur am Max-Born-Gymnasium in seiner Heimatstadt Backnang begann Rangnick 1977 an der Universität Stuttgart ein Lehramtsstudium für Sport und Englisch. Parallel spielte er ab 1976 für die Amateurmannschaft des VfB Stuttgart, nachdem er zuvor als A-Jugendlicher in die Auswahlmannschaft des Württembergischen Fußballverbandes berufen worden war.
Im Rahmen eines Studienauslandsaufenthaltes an der University of Sussex lief er in der Spielzeit 1979/80 im englischen Amateurfußball für den in West Sussex beheimateten FC Southwick auf. Nach seiner Rückkehr nach Deutschland schloss er sich dem VfR Heilbronn an, für den er in der Oberliga Baden-Württemberg spielte. 1982 wechselte er innerhalb der Liga zum SSV Ulm 1846. Nachdem er mit der Mannschaft am Ende der Spielzeit in die 2. Bundesliga aufgestiegen war, verließ er den Verein.
Zwischen 1983 und 1985 war Rangnick bei Viktoria Backnang als Spielertrainer tätig. In dieser Zeit gelang ihm mit dem Verein der Durchmarsch von der Bezirksliga bis in die Verbandsliga. 1984 erwarb er an der Sporthochschule Köln im Fußball-Lehrer-Lehrgang als Jahrgangsbester mit einem Notendurchschnitt von 1,2 die Fußballlehrer-Lizenz. Zuvor hatte er im Alter von 22 Jahren die Trainer A-Lizenz erworben. 1984 beobachtete er im Trainingslager mit Viktoria Backnang das Training und Spiel von Dynamo Kiew unter Walerij Lobanowskyj. Diese Mannschaft spielte mit Viererkette und Pressing die damals modernste Fußballtaktik.
Ab 1985 arbeitete Rangnick zwei Jahre als Trainer der Amateurmannschaft des VfB Stuttgart. Parallel legte er 1986 sein Erstes Staatsexamen an der Stuttgarter Universität ab. Für die Spielzeit 1987/88 kehrte er für den Bezirksligisten TSV Lippoldsweiler als Spielertrainer noch einmal auf das Feld zurück. Hauptberuflich arbeitete er bis 1992 für die Stuttgarter Firma fee Sprachreisen als Leiter der Abteilung High-School- und College-Programme. Nebenher engagierte er sich als Trainer im baden-württembergischen Amateurfußball beim SC Korb sowie ab 1990 in der Jugend des VfB Stuttgart. 1992 gab er seine Arbeit zugunsten einer Anstellung beim schwäbischen Bundesligisten auf, der ihn als Sportkoordinator mit der Betreuung des Jugend- und Amateurfußballs unter Vertrag nahm.
Im Sommer 1994 verließ Rangnick den VfB Stuttgart, nachdem er die gewünschte Rolle als Trainerassistent von Jürgen Röber bei der Profimannschaft in der Bundesliga nicht bekommen hatte. Er unterschrieb einen Vertrag bei seiner vormaligen Spielstation, dem damaligen Regionalligisten SSV Ulm 1846, konnte das Traineramt jedoch krankheitsbedingt nicht antreten. Ab 1994 betrieb Rangnick in Böblingen ein Reha-Zentrum.

### SSV Reutlingen 05
Im Sommer 1995 übernahm Rangnick das Training beim in der Regionalliga Süd antretenden SSV Reutlingen 05. Zuvor, in der Spielzeit 1994/95, entging der Verein knapp dem Abstieg; Rangnick führte nun die Mannschaft um Michael Mayer, Thomas Winter, Kristijan Đorđević und Joachim Cast auf den vierten Tabellenplatz. Die Teilnahme an der Amateurmeisterschaft wurde mit zwei Punkten Rückstand auf den SSV Ulm knapp verpasst. Auch in der folgenden Spielzeit 1995/96 zeigte der Verein gute Leistungen und hielt sich im vorderen Ligadrittel. Rangnick überwarf sich in den nächsten Monaten mit der sportlichen Leitung und beendete sein Engagement am Ende der Hinrunde im Dezember 1996. Er wechselte innerhalb der Liga zum SSV Ulm 1846.

### SSV Ulm 1846
Der SSV Ulm 1846 hatte in den Vorjahren jeweils um die Rückkehr in die 2. Bundesliga gespielt. In der Spielzeit 1996/97 lag die vom langjährigen Jugendtrainer Martin Gröh trainierte Mannschaft deutlich hinter dem die Liga dominierenden Spitzenduo 1. FC Nürnberg und SpVgg Greuther Fürth. Der neue Trainer Rangnick ließ nach seiner Ankunft das von ihm präferierte ballorientierte Spielsystem mit Vierer-Abwehrkette spielen. Nach Anlaufschwierigkeiten in der ersten Saison – die Spielzeit beendete der Klub mit 50 Gegentoren, 31 davon erhielt die Mannschaft in der zweiten Saisonhälfte unter Rangnicks Leitung – lieferte sich die Mannschaft in der folgenden Spielzeit mit Kickers Offenbach ein Duell um die Regionalligameisterschaft und den damit verbundenen direkten Aufstieg in die Zweitklassigkeit. Mit einem Punkt Vorsprung beendete der SSV Ulm die Spielzeit auf dem ersten Rang. Zudem gewann Rangnick mit dem Verein seinen ersten Titel, als im Endspiel um den WFV-Pokal der VfL Kirchheim/Teck besiegt wurde.
Zu Saisonbeginn als Abstiegskandidat gehandelt, etablierte sich der SSV Ulm 1846 auf Anhieb an der Ligaspitze in der 2. Bundesliga und blieb bis dahin von allen Mannschaften im deutschen Profifußball am längsten ungeschlagen. Durch die Erfolge mit seinem innovativen Spielsystem gab es Diskussionen um moderne Fußballtaktik. In der Folge avancierte Rangnick zu einem vielgefragten medialen Interviewpartner und begehrten Trainerkandidaten. Aufgrund eines Auftritts in der ZDF-Sendung das aktuelle sportstudio am 19. Dezember 1998, bei dem er die Taktiken eines Spiels sehr ausführlich an einer Tafel erklärte, wird er bis heute als „Fußballprofessor“ bezeichnet.
Nachdem beim Bundesligisten VfB Stuttgart unter Gerhard Mayer-Vorfelders Wunschtrainer Winfried Schäfer der Erfolg ausgeblieben und Wolfgang Rolff als Nachfolger eingesetzt worden war, einigte sich die Stuttgarter Vereinsführung in der Winterpause mit Rangnick auf einen Vertrag für Beginn der Spielzeit 1999/2000. Nach Bekanntgabe des Wechsels rutschte die Ulmer Mannschaft als Herbstmeister der zweiten Liga nach einer Serie von sieglosen Spielen bis zum März 1999 auf den fünften Platz zurück, so dass Rangnick von seiner Tätigkeit als Trainer zurücktrat.

### VfB Stuttgart
Der Bundesligist VfB Stuttgart hatte unter dem mittlerweile dritten Trainer im Saisonverlauf, Rainer Adrion, nicht aus dem hinteren Tabellendrittel gefunden. Um einen drohenden Abstieg zu vermeiden, wurde Rangnick bereits im Mai 1999 als Cheftrainer verpflichtet. Der SSV Ulm stieg unter Rangnicks Nachfolger Martin Andermatt zum Saisonende in die erste Bundesliga auf. Rangnick erreichte mit Stuttgart zum Saisonende den elften Tabellenrang. Unter dem neuen Stuttgarter Präsidenten Manfred Haas schlug der Verein im folgenden Jahr einen wirtschaftlichen Konsolidierungsprozess ein, der insbesondere den Weggang arrivierter Leistungsträger wie Frank Verlaat oder Fredi Bobic vorsah. Dabei kam es im Umfeld des Klubs immer wieder zu Diskussionen und Auseinandersetzungen zwischen den wirtschaftlichen und sportlichen Verantwortlichen des Vereins. Rangnick wurde hierbei des Öfteren vorgeworfen, übereifrig seine Ideen und Vorstellungen dem Verein überstülpen zu wollen. Insbesondere die Suspendierung des Spielers Krassimir Balakow im Herbst 2000 brachte ihm Kritik ein. Nachdem sich die Mannschaft mit dem Erreichen eines achten Tabellenplatzes in der Spielzeit 1999/2000 und der anschließenden Qualifikation für den UEFA-Pokal über den UI-Cup positive Ergebnisse erspielt hatte, stand sie in der folgenden Spielzeit erneut in dem Bereich der Abstiegsränge. Nach dem Ausscheiden im UEFA-Pokal im Februar 2001 gegen den spanischen Vertreter Celta Vigo entschied sich die Stuttgarter Vereinsführung um den kurze Zeit zuvor verpflichteten Sportdirektor Rolf Rüssmann, Rangnick von seinen Aufgaben freizustellen und durch Felix Magath zu ersetzen.

### Hannover 96
Im Sommer 2001 übernahm Rangnick den damaligen Zweitligisten Hannover 96, dem seit seinem Erfolg im DFB-Vereinspokal 1991/92 nicht mehr der Aufstieg in die Bundesliga gelang und der dabei 13 verschiedene Trainer angestellt hatte. Rangnick stellte das Spielsystem um, daraufhin dominierte die Mannschaft die Zweitliga-Spielzeit 2001/02. Insbesondere die Offensive um Daniel Stendel, Jiří Kaufman, Jan Šimák und Nebojša Krupniković war ein erfolgreicher Mannschaftsteil, sie erzielte für den niedersächsischen Klub in dieser Saison 93 Tore. Mit zehn Punkten Vorsprung auf den Tabellenzweiten Arminia Bielefeld stieg die Mannschaft in die Bundesliga auf.
In der höchsten deutschen Liga spielte die von Rangnick betreute Mannschaft gegen den Abstieg und stand lange Zeit auf einem Abstiegsplatz. Zuvor hatte der wichtige Mittelfeldspieler Šimák den Verein verlassen. Dennoch setzte der Verein auf eine langfristige Zusammenarbeit mit Rangnick und verlängerte seinen Vertrag im September 2002 vorzeitig bis zum Sommer 2005. Nach einigen Nachverpflichtungen in der Winterpause verließ der Klub am 20. Spieltag die Abstiegsränge und erreichte zum Ende der Saison 2002/03 den elften Tabellenrang. In der Folgezeit geriet Rangnick immer wieder mit dem Präsidenten Martin Kind sowie dem Sportdirektor Ricardo Moar aneinander. Ende des Jahres 2003 wurde eine Ausstiegsklausel zugunsten Rangnicks aus seinem Trainervertrag publik. Daraufhin wurde über einen möglichen Wechsel Rangnicks zu Hertha BSC spekuliert. Im März 2004 wurde Rangnick nach vier Punkten aus den ersten sechs Rückrundenspielen beurlaubt.
Im Sommer 2004 suchte der neue Bundestrainer Jürgen Klinsmann einen Assistenten und fragte u. a. bei Ralf Rangnick an. Dieser lehnte ab, dafür wurde Joachim Löw verpflichtet.

### FC Schalke 04
Im September 2004 wurde Rangnick Nachfolger von Jupp Heynckes beim FC Schalke 04 und führte die Mannschaft in der Hinrunde an die Tabellenspitze, punktgleich mit dem FC Bayern München. Am 25. Spieltag besiegte Schalke die Mannschaft aus München und übernahm die Tabellenführung. Von den folgenden fünf Spielen verloren die Schalker vier, sodass Bayern München die Meisterschaft gewann.
Die Hinrunde 2005/06 verlief unbefriedigend, obwohl Schalke in der Liga solide Ergebnisse erzielte. Im Pokal unterlag Schalke 0:6 in Frankfurt und schied auch in der Champions League früh aus. In den Wochen vor der Winterpause gab es Medienberichte, wonach der Vereinsvorstand plane, sich in der Winterpause von Rangnick zu trennen; Rangnick hatte seinerseits eine Trennung zum Saisonende angekündigt. Als Reaktion darauf gab es vor dem Heimspiel gegen den 1. FSV Mainz 05 am 10. Dezember lautstarke Unmutsbekundungen des Publikums gegen Vorstand und Mannschaft sowie Solidaritätsbekundungen gegenüber Rangnick, der daraufhin eine spontane Ehrenrunde durch das Stadion lief. Rangnick bezeichnete dies im Nachhinein als Fehler. Er könne verstehen, dass Vorstand und einige Spieler dies als Provokation gedeutet hätten; es sei jedoch eine „emotionale Ausnahmesituation“ gewesen. Zwei Tage später wurde Rangnick beurlaubt.

### TSG 1899 Hoffenheim

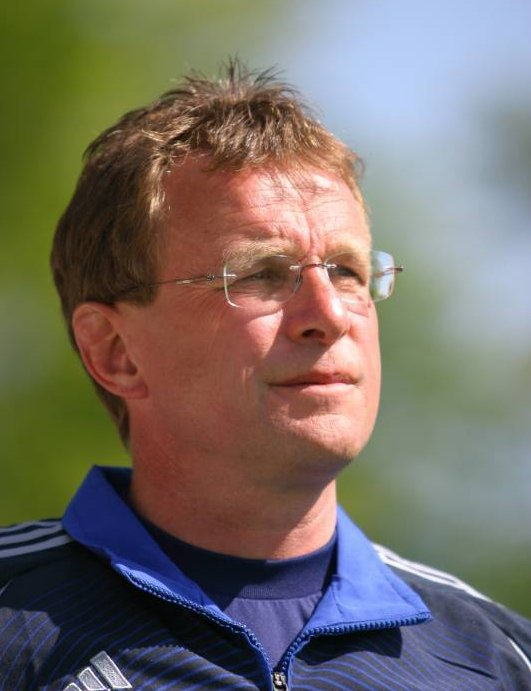
Rangnick bei Hoffenheim in der Regionalliga (2007)

Am 22. Juni 2006 wurde die Verpflichtung Rangnicks als Cheftrainer der von Mäzen Dietmar Hopp geförderten drittklassigen TSG 1899 Hoffenheim (Regionalliga Süd) zur Saison 2006/2007 bekannt gegeben. Nach einem schwachen Start mit zwei Niederlagen in den ersten vier Pflichtspielen stieg der Verein am 5. Mai 2007 nach einem 4:0 über die Sportfreunde Siegen in die Zweite Bundesliga auf. Innerhalb eines Jahres gelang der Durchmarsch in die Fußball-Bundesliga. Diese rasante Entwicklung des Vereins wurde in den folgenden Jahren neben den erheblichen Investitionen in Spielertransfers auch auf die sportliche Leitung von Rangnick zurückgeführt, der in den Medien u. a. als Architekt des Erfolgs bezeichnet wurde.
Im ersten Bundesligajahr errang die von Rangnick trainierte Mannschaft die inoffizielle Herbstmeisterschaft (Platz eins in der Tabelle zum Ende der Hinrunde), in der Rückrunde spielte sie nicht mehr ganz so erfolgreich und beendete die Saison auf Platz sieben. Nach einem elften Platz in der zweiten Bundesligasaison wurde am 13. Mai 2010 die vorzeitige Verlängerung von Rangnicks Vertrag bis 2012 bekannt gegeben. Nachdem die Hoffenheimer die Hinrunde 2010/2011 auf Platz acht abgeschlossen hatten, trat Rangnick am Neujahrstag 2011 als Trainer der TSG zurück. Grund dafür waren Medienberichten zufolge vor allem Meinungsverschiedenheiten mit Dietmar Hopp. Das Verhältnis der beiden war auch in den Jahren zuvor nicht spannungsfrei gewesen. Kurz vor der Vertragsauflösung war der sofortige Wechsel des Hoffenheimer Spielers Luiz Gustavo zu Bayern München bekannt geworden. Rangnick hatte sich vehement gegen einen Verkauf des brasilianischen Mittelfeldspielers gewehrt. Nachfolger Rangnicks wurde sein bisheriger Assistent Marco Pezzaiuoli.

### FC Schalke 04

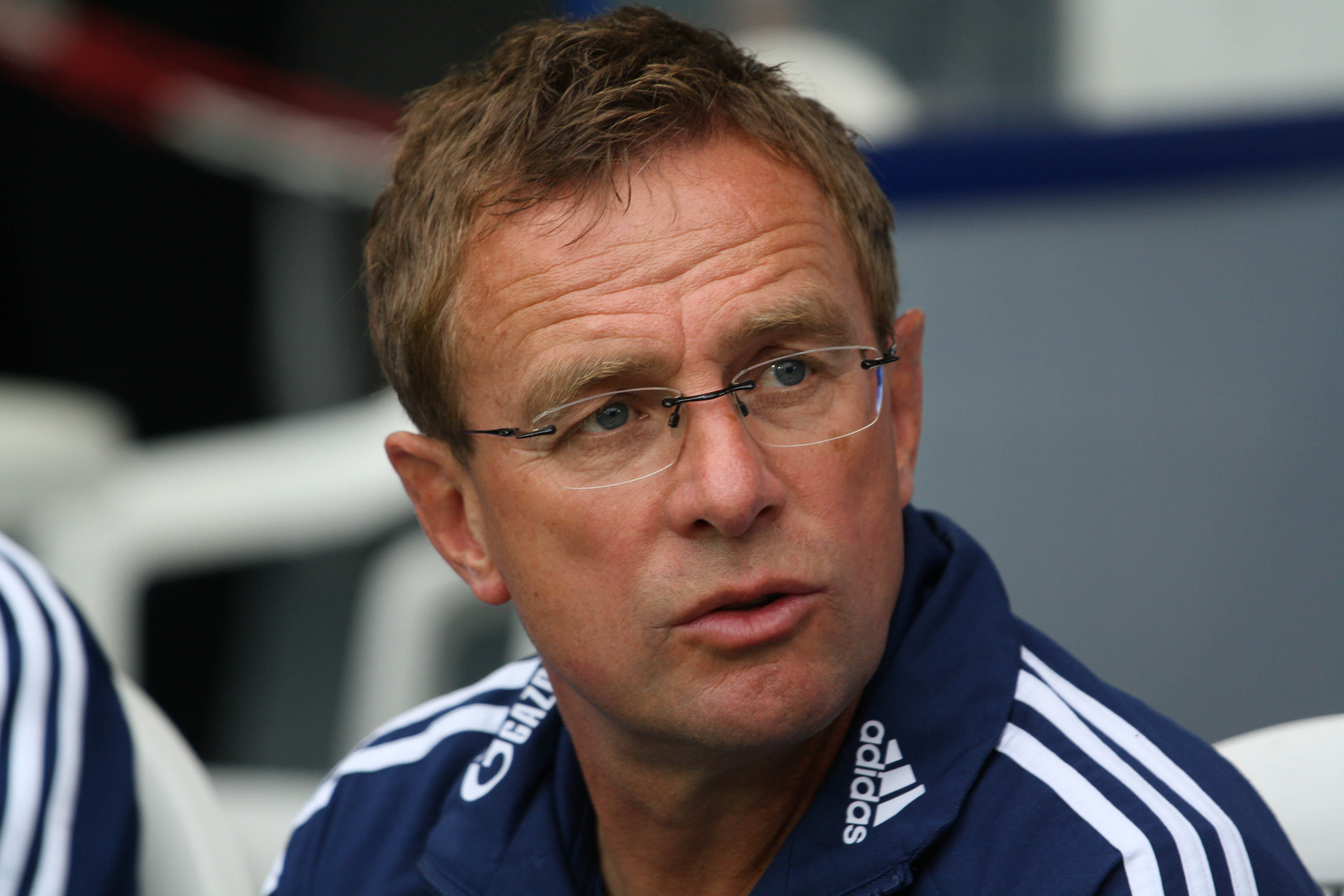
Ralf Rangnick bei Schalke 04 (2011)

Drei Monate nach seiner Vertragsauflösung mit Hoffenheim wurde Rangnick am 21. März 2011 als Cheftrainer bei Schalke 04 vorgestellt. Er trat damit die Nachfolge von Felix Magath an, der zuvor Trainer und Manager des FC Schalke 04 gewesen war. Nachdem die Mannschaft um Raúl, Klaas-Jan Huntelaar, Jefferson Farfán und Manuel Neuer unter Leitung von Magath das Viertelfinale der Champions League erreicht hatte, schlug sie dort – nun unter Rangnick – den amtierenden Titelträger Inter Mailand in Hin- und Rückspiel mit 5:2 und 2:1. Das Halbfinale verlor der Verein gegen Manchester United. Das Erreichen des Halbfinales war der bis dato größte Erfolg des Vereins in diesem Wettbewerb. Das noch unter Magath erreichte Endspiel um den DFB-Pokal gewann Rangnick mit seinen Spielern gegen den MSV Duisburg mit 5:0, dies war Rangnicks erster Titel auf nationaler Ebene. Durch diesen Erfolg konnten die Schalker die anschließende Saison in der Europa League spielen, obwohl zu Ende der Bundesliga-Spielzeit 2010/11 der 14. Tabellenplatz belegt wurde.
Am 22. September 2011 löste Rangnick seinen Vertrag wegen eines Burnout-Syndroms („vegetativen Erschöpfungssyndroms“) mit sofortiger Wirkung auf.
Wettbewerbsübergreifend gewann er in seinen beiden Amtszeiten (88 Spiele) bei Schalke 1,82 Punkte pro Spiel, was seit Beginn der Bundesliga bisher keinem anderen ehemaligen Trainer mit einer mindestens vergleichsweise langen Amtszeit beim FC Schalke 04 gelang. Den dritten Platz in diesem Ranking belegt sein ehemaliger Co-Trainer Mirko Slomka (1,79 Punkte pro Spiel).

### Tätigkeiten bei RB Leipzig

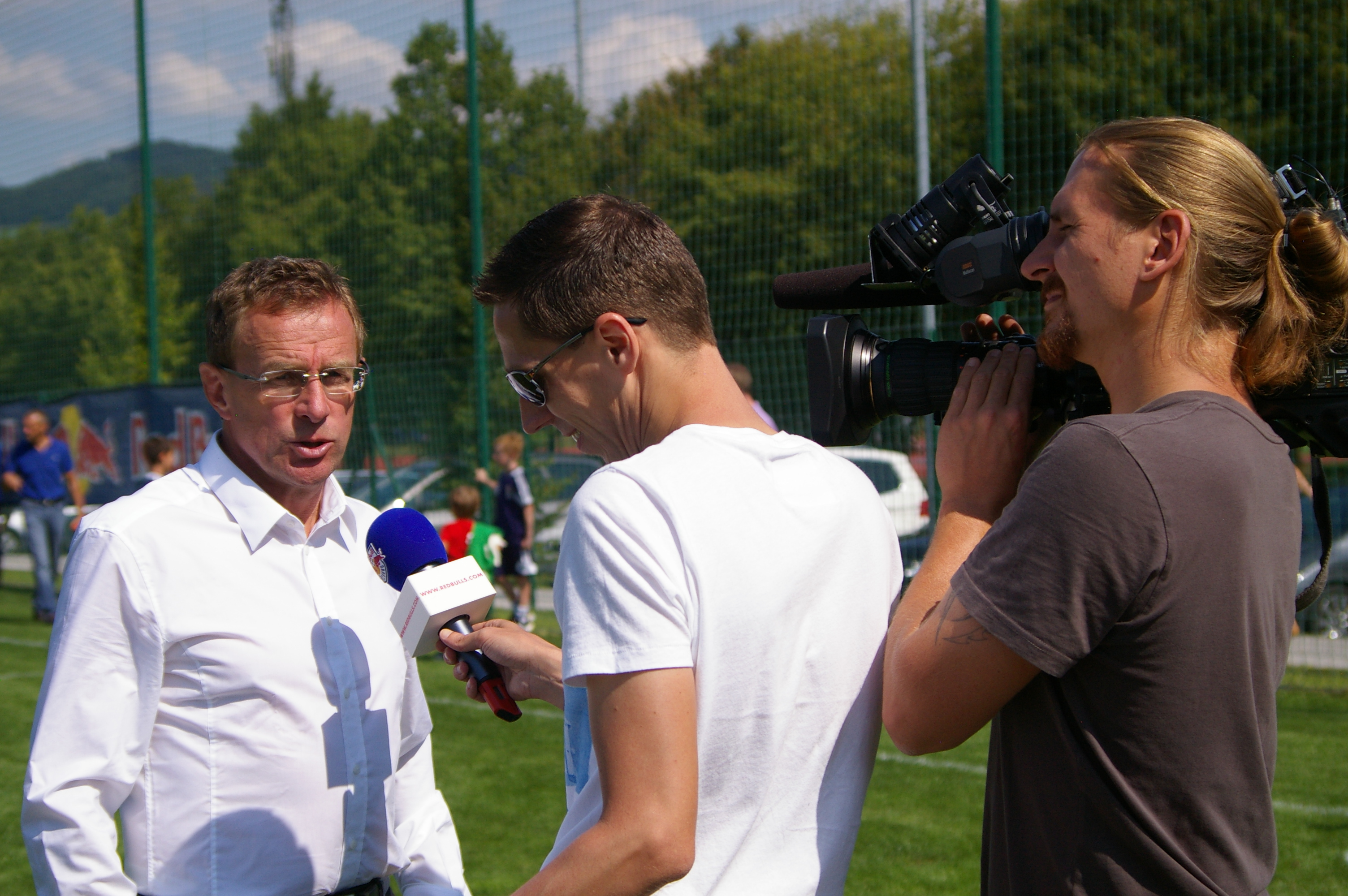
Sportdirektor Rangnick bei einem Jugendturnier von Red Bull Salzburg

Ende Juni 2012 wurde Ralf Rangnick nach einer 10-monatigen Auszeit als neuer Sportdirektor des FC Red Bull Salzburg vorgestellt. Darüber hinaus war er auch für die Entwicklung von RB Leipzig zuständig. Zu Antrittsbeginn beurlaubte er den Trainer von RB Leipzig, Peter Pacult, und ersetzte ihn durch Alexander Zorniger. In Salzburg wurde Roger Schmidt als Cheftrainer verpflichtet, diese Position übte zuvor Ricardo Moniz aus. Kurz darauf scheiterte Salzburg am luxemburgischen Verein FC Düdelingen in der Champions-League-Qualifikation, was in den Medien als eines der blamabelsten Ereignisse im österreichischen Fußball bewertet wurde. Rangnick baute daraufhin den Kader um, junge Spieler wie Kevin Kampl, Sadio Mané und Valon Berisha wurden verpflichtet. Die Mannschaft beendete die Saison unter Sportdirektor Rangnick auf Platz zwei.
Die Saison 2013/14 war erfolgreich, der Verein stand acht Runden vor Saisonende als Meister fest. Mit 106 Toren nach 34 Runden wurde der Bundesligarekord des SK Rapid Wien übertroffen. In der Qualifikation zur Champions League scheiterte die Mannschaft knapp an Fenerbahçe Istanbul, in der darauffolgenden Europa-League-Gruppenphase gewann sie alle sechs Spiele und wurde Gruppensieger. Im Sechzehntelfinale besiegten die Salzburger den niederländischen Meister Ajax Amsterdam in beiden Spielen (3:0, 3:1). Im Achtelfinale unterlag man dem FC Basel nach einem 0:0 in der ersten Partie mit 1:2 im Rückspiel.
Zur selben Zeit gelang es der Leipziger Mannschaft, mittlerweile unter Trainer Zorniger, in Deutschland zwei Mal in Folge aufzusteigen, aus der viertklassigen Regionalliga Nordost 2014 in die 2. Bundesliga. Während dem Leipziger Verein so ein unerwartet schneller Aufstieg in den Profifußball gelang und er sich in den darauffolgenden Jahren auch in der 1. Bundesliga etablierte, waren die Salzburger weniger erfolgreich, so z. B. gab es wiederholte Misserfolge in der Qualifikation zur Champions League. Dadurch fokussierte sich Rangnick unter den von Red Bull bestimmten Vereinen stärker auf den Standort in Leipzig. Im Februar 2015, Leipzig spielte seine ersten Saison in der 2. Liga, gab Rangnick bekannt, dass er nach dem Saisonende die Trainerposition der Leipziger Mannschaft übernehmen und seine Aufgaben in Salzburg niederlegen werde. Daraufhin trat der Leipziger Trainer Zorniger vorzeitig zurück, bis zum Ende der Saison übernahm der U-17-Trainer Achim Beierlorzer die erste Mannschaft.
Wie angekündigt, arbeitete Rangnick zur Saison 2015/16 als Cheftrainer in Leipzig, Beierlorzer fungierte als sein Co-Trainer. Nachfolger in Salzburg wurden Geschäftsführer Jochen Sauer und Sportkoordinator Christoph Freund. Unter Rangnick stieg RB Leipzig in die Bundesliga auf. Zur Saison 2016/17 verpflichtete der Verein Ralph Hasenhüttl als Cheftrainer und Rangnick konzentrierte sich wieder vollständig auf seinen Posten als Sportdirektor. Nachdem sich der Verein nach der Saison 2017/18 von Hasenhüttl getrennt und Julian Nagelsmann als neuen Trainer ab Juli 2019 verpflichtet hatte, übernahm Rangnick die Position des Cheftrainers für die Saison 2018/19. Unter Rangnick qualifizierte sich RB Leipzig als Drittplatzierter für die Champions League und erreichte das Finale des DFB-Pokals, in dem man dem FC Bayern München unterlag.

### Sportmanager bei Red Bull
Zum 1. Juli 2019 verließ Rangnick RB Leipzig und wurde Head of Sport and Development Soccer bei der Red Bull GmbH in Fuschl am See. In dieser Position kümmerte er sich vorwiegend um die New York Red Bulls und Red Bull Bragantino, war aber auch als Berater für RB Leipzig tätig. Am 31. Juli 2020 wurde der bis zum 30. Juni 2021 laufende Vertrag aufgelöst.

### Über Moskau nach Manchester
Im Juli 2021 gab Rangnick in einem Interview bekannt, sich mit einer eigenen Beraterfirma selbstständig zu machen. In dieser Position übernahm er auch den Posten als Leiter Sport und Entwicklung bei Lokomotive Moskau. Seit September 2021 ist er außerdem als Experte des Streamingdienstes DAZN bei dessen Übertragungen der UEFA Champions League tätig.
Anfang Dezember 2021 kehrte Rangnick nach fast zweieinhalb Jahren in den Trainerberuf zurück und übernahm interimistisch bis zum Ende der Saison 2021/22 die Premier-League-Mannschaft von Manchester United. Anschließend sollte er dem Verein für zwei Jahre in beratender Funktion erhalten bleiben. Die Mannschaft um Cristiano Ronaldo war nach der Trennung von Ole Gunnar Solskjær in den vergangenen drei Pflichtspielen von Michael Carrick betreut worden und stand nach dem 14. Spieltag mit 21 Punkten auf dem 7. Platz. Rangnick wurde nach Felix Magath, Jürgen Klopp, David Wagner, Jan Siewert, Daniel Farke und Thomas Tuchel der siebte deutsche Cheftrainer in der Premier League. Unter ihm vergrößerte sich der Abstand auf den Champions-League-Platz 4 weiter. Bereits im April 2022 wurde mit Erik ten Hag ein neuer Cheftrainer ab der kommenden Saison präsentiert, womit Rangnick in die angedachte Beraterrolle wechseln sollte. Manchester United beendete die Saison mit 58 Punkten auf dem 6. Platz, womit man sich lediglich für die Europa League qualifizierte. Anschließend teilte Rangnick mit, die angedachte Beraterrolle aufgrund seiner neuen Stelle beim ÖFB nicht anzutreten.

### ÖFB-Teamchef
Ende Mai 2022 wurde Rangnick Teamchef der österreichischen Nationalmannschaft. Er folgte auf Franco Foda, unter dem zuvor die Qualifikation für die Weltmeisterschaft 2022 verpasst worden war. Nachdem der Sportdirektor des ÖFB, Peter Schöttel, der mit der Suche des neuen Teamchefs beauftragt worden war, dem Präsidium Rangnick vorgeschlagen hatte, wurde vereinbart, dass dieser einen Vertrag bis Mitte 2024 erhalten sollte. Geschäftsführer Neuhold wurde mit der Ausfertigung des Vertrags beauftragt. Sollte Rangnick die Qualifikation für die Europameisterschaft 2024 erreichen, würde sich der Vertrag bis zur Weltmeisterschaft 2026 verlängern. Außerdem wurden Lars Kornetka, Peter Perchtold und Onur Cinel als Co-Trainer verpflichtet, aus dem vorherigen Trainerteam Fodas blieb Torwarttrainer Robert Almer erhalten.
In der UEFA Nations League 2022/23 trafen die Österreicher in der höchsten Liga auf Kroatien, Dänemark sowie auf den Titelverteidiger und amtierenden Weltmeister Frankreich. Im ersten Länderspiel unter Rangnick konnte die Nationalmannschaft mit einem 3:0-Sieg erstmals gegen Kroatien gewinnen. Anschließend folgten ein Unentschieden und vier Niederlagen, sodass die Mannschaft in die Liga B abstieg.
Im Jahr 2023 erreichte Österreich die Qualifikation für die Europameisterschaft 2024 mit je zwei Siegen über Aserbaidschan, Estland und Schweden sowie einem Unentschieden und einer Niederlage gegen Belgien. Nach der erfolgreichen Qualifikation verlängerte sich der Vertrag Rangnicks automatisch bis Sommer 2026. Ein Angebot des FC Bayern München, der sich zum Saisonende 2024 von seinem Trainer Thomas Tuchel getrennt hatte, lehnte er ab.

## Erfolge als Trainer
- Deutscher Pokalsieger: 2011 (FC Schalke 04)
- Deutscher Supercupsieger: 2011 (FC Schalke 04)
- Deutscher Ligapokalsieger: 2005 (FC Schalke 04)
- Aufstieg in die Bundesliga: 2002 (Hannover 96), 2008 (TSG 1899 Hoffenheim), 2016 (RB Leipzig)
  - als Zweitligameister: 2002
- Aufstieg in die 2. Bundesliga: 1998 (SSV Ulm 1846), 2007 (TSG 1899 Hoffenheim)
  - als Meister der Regionalliga Süd: 1998
- Württembergischer Pokalsieger: 1997 (SSV Ulm 1846)
- Deutscher A-Junioren-Meister: 1991 (VfB Stuttgart)

## ÖFB-Länderspiele unter Teamchef Ralf Rangnick
Legende
- H = Heimspiel
- A = Auswärtsspiel
- * = Spiel auf neutralem Platz
- grüne Hintergrundfarbe = Sieg Österreichs
- gelbe Hintergrundfarbe = Unentschieden
- rosa Hintergrundfarbe = Niederlage

| Spiele | Siege | Remis | Niederlagen | Tore  | TD  |
| ------ | ----- | ----- | ----------- | ----- | --- |
| 36     | 20    | 7     | 9           | 68:36 | +32 |

| Nr. | Datum      | Ergebnis | Gegner        |   | Austragungsort | Anlass                      | Bemerkung                                                          |
| --- | ---------- | -------- | ------------- | - | -------------- | --------------------------- | ------------------------------------------------------------------ |
| 810 | 03.06.2022 | 3:0      | Kroatien      | A | Osijek         | UEFA Nations League 2022/23 | Erstes Länderspiel unter Ralf Rangnick, erster Sieg gegen Kroatien |
| 811 | 06.06.2022 | 1:2      | Dänemark      | H | Wien           | UEFA Nations League 2022/23 |                                                                    |
| 812 | 10.06.2022 | 1:1      | Frankreich    | H | Wien           | UEFA Nations League 2022/23 |                                                                    |
| 813 | 13.06.2022 | 0:2      | Dänemark      | A | Kopenhagen     | UEFA Nations League 2022/23 |                                                                    |
| 814 | 22.09.2022 | 0:2      | Frankreich    | A | Saint-Denis    | UEFA Nations League 2022/23 |                                                                    |
| 815 | 25.09.2022 | 1:3      | Kroatien      | H | Wien           | UEFA Nations League 2022/23 |                                                                    |
| 816 | 16.11.2022 | 1:0      | Andorra       | * | Málaga         |                             | Erstes Länderspiel gegen Andorra                                   |
| 817 | 20.11.2022 | 2:0      | Italien       | H | Wien           |                             | Erster Sieg gegen Italien seit 1960                                |
| 818 | 24.03.2023 | 4:1      | Aserbaidschan | H | Linz           | EM 2024-Qualifikation       |                                                                    |
| 819 | 27.03.2023 | 2:1      | Estland       | H | Linz           | EM 2024-Qualifikation       |                                                                    |
| 820 | 17.06.2023 | 1:1      | Belgien       | A | Brüssel        | EM 2024-Qualifikation       |                                                                    |
| 821 | 20.06.2023 | 2:0      | Schweden      | H | Wien           | EM 2024-Qualifikation       |                                                                    |
| 822 | 07.09.2023 | 1:1      | Moldau        | H | Linz           |                             |                                                                    |
| 823 | 12.09.2023 | 3:1      | Schweden      | A | Solna          | EM 2024-Qualifikation       |                                                                    |
| 824 | 13.10.2023 | 2:3      | Belgien       | H | Wien           | EM 2024-Qualifikation       |                                                                    |
| 825 | 16.10.2023 | 1:0      | Aserbaidschan | A | Baku           | EM 2024-Qualifikation       |                                                                    |
| 826 | 16.11.2023 | 2:0      | Estland       | A | Tallinn        | EM 2024-Qualifikation       |                                                                    |
| 827 | 21.11.2023 | 2:0      | Deutschland   | H | Wien           |                             |                                                                    |
| 828 | 23.03.2024 | 2:0      | Slowakei      | A | Bratislava     |                             |                                                                    |
| 829 | 26.03.2024 | 6:1      | Türkei        | H | Wien           |                             |                                                                    |
| 830 | 04.06.2024 | 2:1      | Serbien       | H | Wien           |                             |                                                                    |
| 831 | 08.06.2024 | 1:1      | Schweiz       | A | St. Gallen     |                             |                                                                    |
| 832 | 17.06.2024 | 0:1      | Frankreich    | A | Düsseldorf     | Europameisterschaft 2024    |                                                                    |
| 833 | 21.06.2024 | 3:1      | Polen         | A | Berlin         | Europameisterschaft 2024    | Erster Sieg gegen Polen seit 1994                                  |
| 834 | 25.06.2024 | 3:2      | Niederlande   | A | Berlin         | Europameisterschaft 2024    | Erster Sieg gegen die Niederlande seit 1990                        |
| 835 | 02.07.2024 | 1:2      | Türkei        | A | Leipzig        | Europameisterschaft 2024    |                                                                    |
| 836 | 06.09.2024 | 1:1      | Slowenien     | A | Ljubljana      | UEFA Nations League 2024/25 |                                                                    |
| 837 | 09.09.2024 | 1:2      | Norwegen      | A | Oslo           | UEFA Nations League 2024/25 |                                                                    |
| 838 | 10.10.2024 | 4:0      | Kasachstan    | H | Linz           | UEFA Nations League 2024/25 |                                                                    |
| 839 | 13.10.2024 | 5:1      | Norwegen      | H | Linz           | UEFA Nations League 2024/25 |                                                                    |
| 840 | 14.11.2024 | 2:0      | Kasachstan    | A | Almaty         | UEFA Nations League 2024/25 |                                                                    |
| 841 | 17.11.2024 | 1:1      | Slowenien     | H | Wien           | UEFA Nations League 2024/25 |                                                                    |
| 842 | 20.03.2025 | 1:1      | Serbien       | H | Wien           | UEFA Nations League 2024/25 |                                                                    |
| 843 | 23.03.2025 | 0:2      | Serbien       | A | Belgrad        | UEFA Nations League 2024/25 |                                                                    |
| 844 | 07.06.2025 | 2:1      | Rumänien      | H | Wien           | WM 2026-Qualifikation       |                                                                    |
| 845 | 10.06.2025 | 4:0      | San Marino    | A | Serravalle     | WM 2026-Qualifikation       |                                                                    |

## Privates
Rangnick war mit seiner Frau Gabriele über 28 Jahre verheiratet, bis im März 2018 die Trennung der beiden bekannt wurde. Gemeinsam haben sie zwei Söhne.

## Gesellschaftliches Engagement
2018 gründete Rangnick die Ralf Rangnick Stiftung, die sich für die Chancengleichheit von Kindern einsetzt.

Rangnick warnte in Interviews 2024 wiederholt vor rechtsextremen Tendenzen und Rassismus in der europäischen Politik.

## Auszeichnungen
2024: Profil-Mensch des Jahres